# Miss Perú 2025
Miss Perú 2025 fue la 73.ª edición de Miss Perú. Se llevó a cabo el 15 de junio de 2025 en los recintos del templo Qorikancha, ubicado en Cusco. Al final del evento, Tatiana Calmell, Miss Perú 2024, coronó a Karla Bacigalupo de Perú USA como su sucesora.
Fue el primer certamen nacional que se llevó a cabo fuera de Lima o del Callao desde 1994. Asimismo, fue la segunda edición en la que Cusco fue sede del evento, luego de haberlo albergado por primera vez en 1987.

## Resultados
La ganadora de esta edición representará al Perú en la 74.ª edición de Miss Universo.
| Posiciones        | Concursante |
| ----------------- | --- |
| Miss Perú 2025    | - Perú USA - Karla Bacigalupo |
| Primera finalista | - San Martín - Maricielo Gamarra |
| Segunda finalista | - Callao - Janet Leyva |
| Top 5             | - Huanchaco - Flavia López - Ica - Daniela Feijoó |
| Top 10            | - Arequipa - Fabiana Paredes - Lima - Anyella Silva - Lima Centro - Sophia Quintanilla - Lima Metropolitana - Camila Chacón - Lima Norte - Yeniva Castro |
| Top 20            | - Áncash - Massiel Otiniano Alva - Cusco - María Fernanda Soralla - Junín - Jannis Muller - La Libertad - Karla Abanto - La Molina - Jimena López Maya - La Punta - Mafer Ramírez - Lambayeque - Nataly Mora - Máncora - Dulce Casós Furlong - Moquegua - Sylvana Miranda Sotelo - Pacasmayo - Claudia Meza Rosas |

### Orden de clasificación
| Top 20             | Top 10             | Top 5      | Top 3      |
| ------------------ | ------------------ | ---------- | ---------- |
| Huanchaco          | Huanchaco          | Huanchaco  | San Martín |
| Callao             | San Martín         | Ica        | Callao     |
| Lima               | Callao             | San Martín | Perú USA   |
| Lima Metropolitana | Lima Centro        | Callao     |            |
| Perú USA           | Ica                | Perú USA   |            |
| San Martín         | Perú USA           |            |            |
| Arequipa           | Lima Metropolitana |            |            |
| Cusco              | Lima Norte         |            |            |
| Junín              | Lima               |            |            |
| Ica                | Arequipa           |            |            |
| La Punta           |                    |            |            |
| Máncora            |                    |            |            |
| Lima Norte         |                    |            |            |
| Áncash             |                    |            |            |
| Lima Centro        |                    |            |            |
| La Molina          |                    |            |            |
| Pacasmayo          |                    |            |            |
| Moquegua           |                    |            |            |
| La Libertad        |                    |            |            |
| Lambayeque         |                    |            |            |

## Jurado
El jurado está conformado por:
- Jeff Lee - CEO y cofundador de DIBS Beauty (copresidente del jurado)
- Jessica Newton - Directora del Miss Perú (copresidenta del jurado)
- Prince Julio César - director del Miss Universo Cuba
- Marianela Anchetta - Miss Cuba 2024
- Camila Escribens - Miss Perú 2023
- Joseph Llamoga - cirujano oficial de Miss Perú
- Kelin Rivera - Miss Perú 2019
- Luciana Fuster - Miss Grand Internacional 2023
- Ramiro Barrio - influencer y missólogo Internacional

## Candidatas

#### Reinas departamentales y provinciales
28 candidatas confirmadas:
| Representa         | Candidata              | Edad | Posición       |
| ------------------ | ---------------------- | ---- | -------------- |
| Amazonas           | Rosario Gutiérrez      | 23   | Unplaced       |
| Áncash             | Massiel Otiniano Alva  |      | Top 20         |
| Arequipa           | Fabiana Paredes        | 21   | Top 10         |
| Comunidad Latina   | Michelle Rhor Lesevic  |      | Unplaced       |
| Cusco              | María Fernanda Soralla | 25   | Top 20         |
| Gamarra            | Angie Sánchez          | 29   | Unplaced       |
| Huánuco            | Eliza Ramos            | 18   | Unplaced       |
| Jaén               | Viviana Rivasplata     | 23   | Unplaced       |
| Junín              | Jannis Muller          | 24   | Top 20         |
| La Libertad        | Karla Abanto           |      | Top 20         |
| Lambayeque         | Nataly Mora            | 18   | Top 20         |
| Lima               | Anyella Silva          | 28   | Top 10         |
| Lima Centro        | Sophia Quintanilla     |      | Top 10         |
| Lima Este          | Sheyla Zorrilla        | 29   | Unplaced       |
| Lima Norte         | Yeniva Castro          | 21   | Top 10         |
| Lima Oeste         | Mónica Moncada         | 24   | Unplaced       |
| Lima Sur           | Mariángel De Lamas     | 21   | Unplaced       |
| Lima Región Norte  | Almendra Palacios      |      | Unplaced       |
| Lima Región Sur    | Georgina Blancas       | 25   | Unplaced       |
| Madre de Dios      | Angie Linarez          | 24   | Unplaced       |
| Moquegua           | Sylvana Miranda Sotelo | 24   | Top 20         |
| Perú USA           | Karla Bacigalupo       | 33   | Miss Perú 2025 |
| Perú USA - Florida | Micaela Luna           | 20   | Unplaced       |
| Piura              | Daniela Bazán          | 22   | Unplaced       |
| Puno               | Katherine Valencia     | 27   | Unplaced       |
| Tacna              | Romina Osorio          | 29   | Unplaced       |
| Tumbes             | Leydy López            | 21   | Unplaced       |
| Ucayali            | Eliana Espinoza        |      | Unplaced       |

#### Retadoras
11 candidatas confirmadas:
| Representa         | Candidata             | Edad | Posición          |
| ------------------ | --------------------- | ---- | ----------------- |
| Calca              | Vanessa Pacheco       | 23   | Unplaced          |
| Callao             | Janet Leyva Rodríguez | 27   | Segunda finalista |
| Huanchaco          | Flavia López          | 20   | Top 5             |
| Ica                | Daniela Feijoó        | 28   | Top 5             |
| La Molina          | Jimena López Maya     | 27   | Top 20            |
| La Punta           | Mafer Ramírez         | 19   | Top 20            |
| Lima Metropolitana | Camila Chacón         | 21   | Top 10            |
| Machupicchu        | Sumactika Carrillo    | 22   | Unplaced          |
| Máncora            | Dulce Casós Furlong   | 26   | Top 20            |
| Pacasmayo          | Claudia Meza Rosas    | 27   | Top 20            |
| San Martín         | Maricielo Gamarra     | 30   | Primera finalista |

## Premios especiales
| Premio                        | Candidata                     |
| ----------------------------- | ----------------------------- |
| Miss Fotogénica - Urubamba    | - Perú USA - Karla Bacigalupo |
| Miss Fotogénica - Quillabamba | - Ica - Daniela Feijoó        |

## Sobre las regiones y provincias en Miss Perú 2025

#### Debutantes
- Calca
- Gamarra
- Perú USA - Florida

#### Regresos
- Huánuco
- Madre de Dios
- Moquegua
- Ucayali

#### Retiros
- Apurímac
- Curvy
- Huaraz
- Huancavelica
- Loreto
- Talara